# الرباط البلغاري (رواية)
الرباط البلغاري (بالإنجليزية: The Bulgari Connection)‏ هي رواية للكاتبة الإنجليزية فاي ويلدون، نشرت عام 2001، عن دار نشر فلامنغو بريس.